# Oborná
Oborná (jusqu'en 1947 : Špilendorf ; en allemand : Spillendorf) est une commune du district de Bruntál, dans la région de Moravie-Silésie, en République tchèque. Sa population s'élevait à 421 habitants en 2021.

## Géographie
Oborná se trouve à 3 km au nord-est du centre de Bruntál, à 59 km à l'ouest-nord-ouest d'Ostrava et à 219 km à l’est de Prague.
La commune est limitée par Široká Niva au nord, par Nové Heřminovy au nord-est, par Milotice nad Opavou à l'est, et par Bruntál au sud et à l'ouest.

## Histoire
La première mention écrite de la localité date de 1408.

## Transports
Par la route, Oborná se trouve à 3 km de Bruntál, à 79 km d'Ostrava et à 288 km de Prague.